# Trosteaneț, Rahău
Trosteaneț (în ucraineană Тростянець) este un sat în comuna Borcut din raionul Rahău, regiunea Transcarpatia, Ucraina.

## Demografie
Componența lingvistică a localității Trosteaneț
     Ucraineană (100%)
Conform recensământului din 2001, toată populația localității Trosteaneț era vorbitoare de ucraineană (100%).